# 查尔斯·科赫
查尔斯·科赫（英語：Charles Koch，1935年11月1日—）美国商人、政治家、慈善家。2018年6月，他被评为全球第8大富豪，估计净资产为507亿美元。在2019年美國400富豪榜，他以410億美元的資產，排名第13名。在2020年9月公佈的福布斯美國400富豪榜排名第15名，資產達450億美元。2023年2月，他被彭博億萬富翁指數评为全球第15大富豪，估计净资产为686亿美元。

## 生平
科赫出生于堪萨斯州威奇托，是克莱门汀·玛丽·科赫（原姓罗宾逊）和弗雷德·蔡斯·科赫四个儿子中的一个。科赫的祖父哈里·科赫是一名荷兰移民，定居在德克萨斯州西部，创办了夸纳法庭首席报，同时也是夸纳、Acme和太平洋铁路公司的创始股东。
在2016年2月录制的Warren Cassell Jr.的采访中，科赫解释说，尽管他在一个富裕的家庭长大，但小时候没有过上优越的生活。科赫说:“我父亲想让我像世界上最穷的人一样工作。”在上了几所私立高中之后，科赫在麻省理工学院接受教育。他是兄弟会的成员。1957年，他获得了普通工程理学学士学位，1958年获得核工程理学硕士学位，1960年又获得了化学工程理学硕士学位。大学毕业后，科赫开始在Arthur D. Little公司工作。1961年，他搬回威奇托，加入父亲的企业Rock Island Oil & Company。1967年，他成为这家公司的总裁，当时这家公司是一家中型石油公司。同年，他将公司改名为Koch Industries，以纪念他的父亲。2006年，科氏工业创造了900亿美元的收入，增长了2000倍，这意味着年复合收益率为18％。《福布斯》400强排行榜显示，截至2014年，科赫公司的资产约为41.3亿美元(2013年为360亿美元)。科赫通常在办公室每天工作12小时（然后在家里工作的时间更长），科氏工业公司的高管也会在周末工作。科赫甚至会召开一直持续到周六晚上的会议。根据威奇托之鹰1994年的一篇文章，科赫1968年8月在周日下午4点召开了一次会议，一直持续到午夜。
自1982年以来，科赫一直担任信托金融公司董事和科氏工业公司董事。他是树脂和纤维公司Invista和纸张和纸浆产品公司乔治亚-太平洋有限责任公司的董事。同时他创立或帮助建立了几个组织，包括卡托研究所、人道研究所和乔治梅森大学的Mercatus中心、权利法案研究所和市场管理研究所。他也是Mont Pelerin Society的成员。
科赫是科氏工業集團的大股东之一、同时身兼董事长和首席执行官，集團的执行副总裁则由他的兄弟大卫·科赫担任。他们兄弟两人各自拥有该集团42％的股份，几乎控制了公司所有股票。最初，他们继承他们父亲弗雷德·蔡斯·科赫的公司以及其公司的所有业务，并将业务进行拓展。最初科氏工業的业务主要是开采石油和生产化学品，现在业务范围涉及工艺制造、能减少污染的设备和技术，聚合物和纤维，开采矿物，肥料，商品贸易等。同时他们也代工生产各种知名品牌的商品，如英威达地毯，Lycra品牌的氨纶纤维，乔治亚太平洋纸巾和迪克西纸杯。
根据2010福布斯调查，科氏工业是美国第二大私人控股公司。 2014年2月，科赫被胡润百富（Hurun Report）评为全球第9大富豪，估计净资产为360亿美元。根据彭博亿万富翁指数（Bloomberg Billionaires Index），此前在2012年10月，他被评为全球第六大富豪，估计净资产为340亿美元，并且在2011年福布斯世界亿万富豪榜上排名第18位（福布斯400）估计净资产为250亿美元，这些资产都是来自他在科氏工业公司42％的股份。 并且科赫出版了三本书，详细描述了他的经营理念，即《成功的科学》，《市场管理》，和《良好的利润》。2020年4月，《富比士》公佈的全球富豪榜，科赫以淨資產382億美元，排名第18名。
科赫资助了许多以市场为导向的自由教育组织，包括人文研究所、艾茵兰德研究所和乔治梅森大学墨卡托斯中心。他还为共和党和候选人、自由主义团体以及各种慈善和文化机构捐款，他与好友共同创办了位于华盛顿特区的卡托研究所。科赫家族还通过查尔斯·科赫的妻子伊丽莎白创立的科赫文化信托基金资助艺术项目和创作艺术家。

## 主要观点
查尔斯·科赫是一位自由主义者，他反对企业福利，在接受《国家杂志》采访时他说“应该尽量减少政府的作用，最大限度地发挥私营经济的作用，并最大限度地提高个人自由。”，美国有很多政府监管，并指出“自20世纪30年代以来，我们可能失去了很多自由以及繁荣”，他还警告说，对于实现社会经济的长期繁荣，过度的政府支出和自由企业制度的衰落是有害的。
据斯蒂芬·摩尔介绍，科赫这种观念是受到了亚历克西斯·德·托克维尔、亚当·斯密、迈克尔·波兰尼、约瑟夫·熊彼特、朱利安·西蒙、保罗·约翰逊、托马斯·索厄尔、查尔斯·默里、伦纳德·里德和F.A.哈珀的影响以及他最钦佩的总统乔治·华盛顿、格罗弗·克利夫兰和卡尔文·柯立芝。科赫在接受《美国商业杂志》采访时说：“非常感谢奥地利经济学院成立的巨头，他们建立了原则，使我能够理解世界是如何运作的，这些想法是市场管理发展的催化剂。”特别是，路德维希·冯·米塞斯的《人类行为》一书。科赫说:“眼光如果只停留在短期内华尔街季度收益上，就会限制财富500强的企业开放贸易公司的盈利潜力。”
科赫蔑视“大政府”和“政治阶层”。他认为沃伦·巴菲特和乔治·索罗斯“根本没有做到让思想自由。”